# Nusfjord
Nusfjord är ett fiskeläge i Flakstads kommun i Nordland fylke i norra Norge. Orten ligger vid änden av fylkesväg 7596, på den södra sidan av ön Flakstadøya.

## Bilder

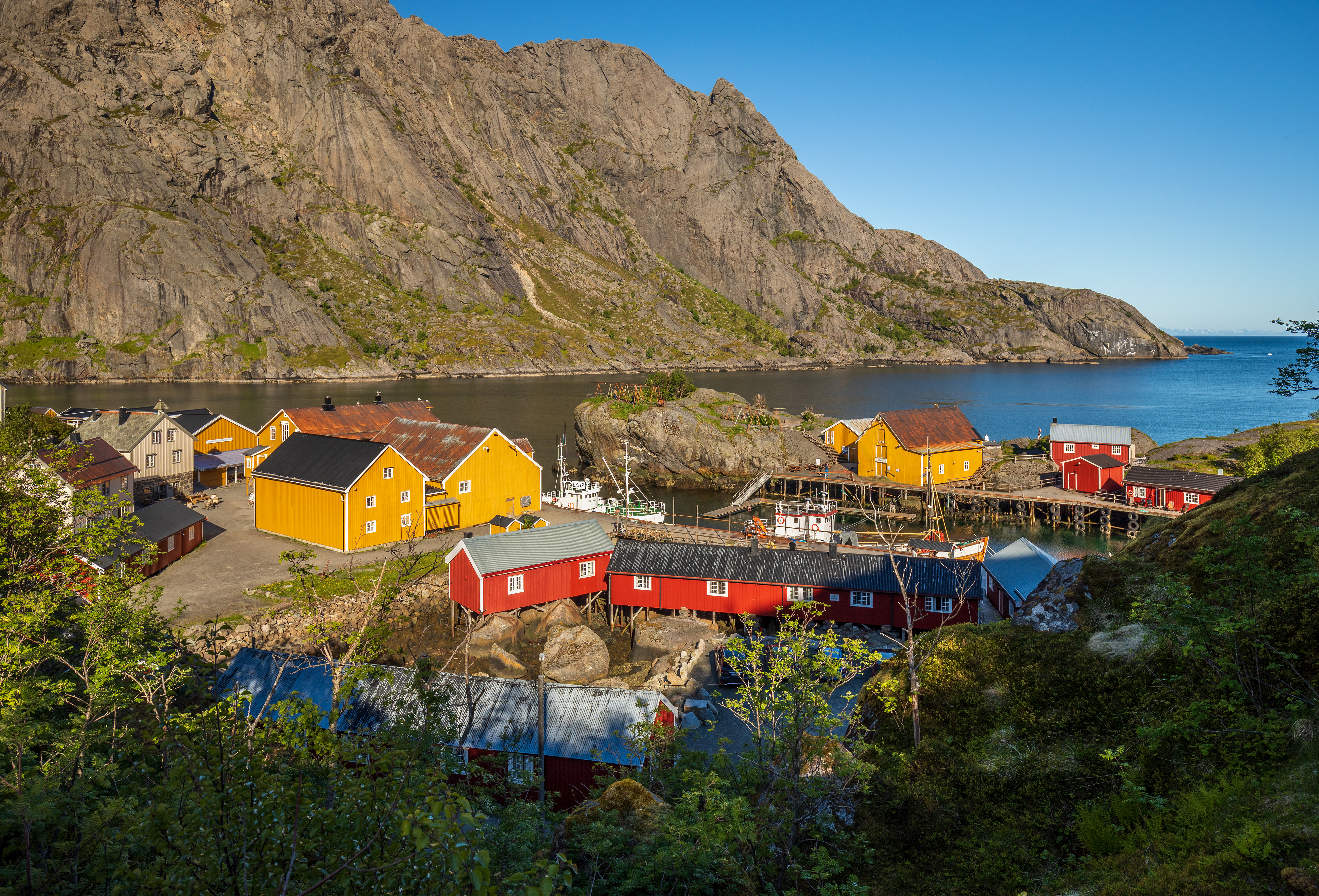
Vy mot Nusfjord.
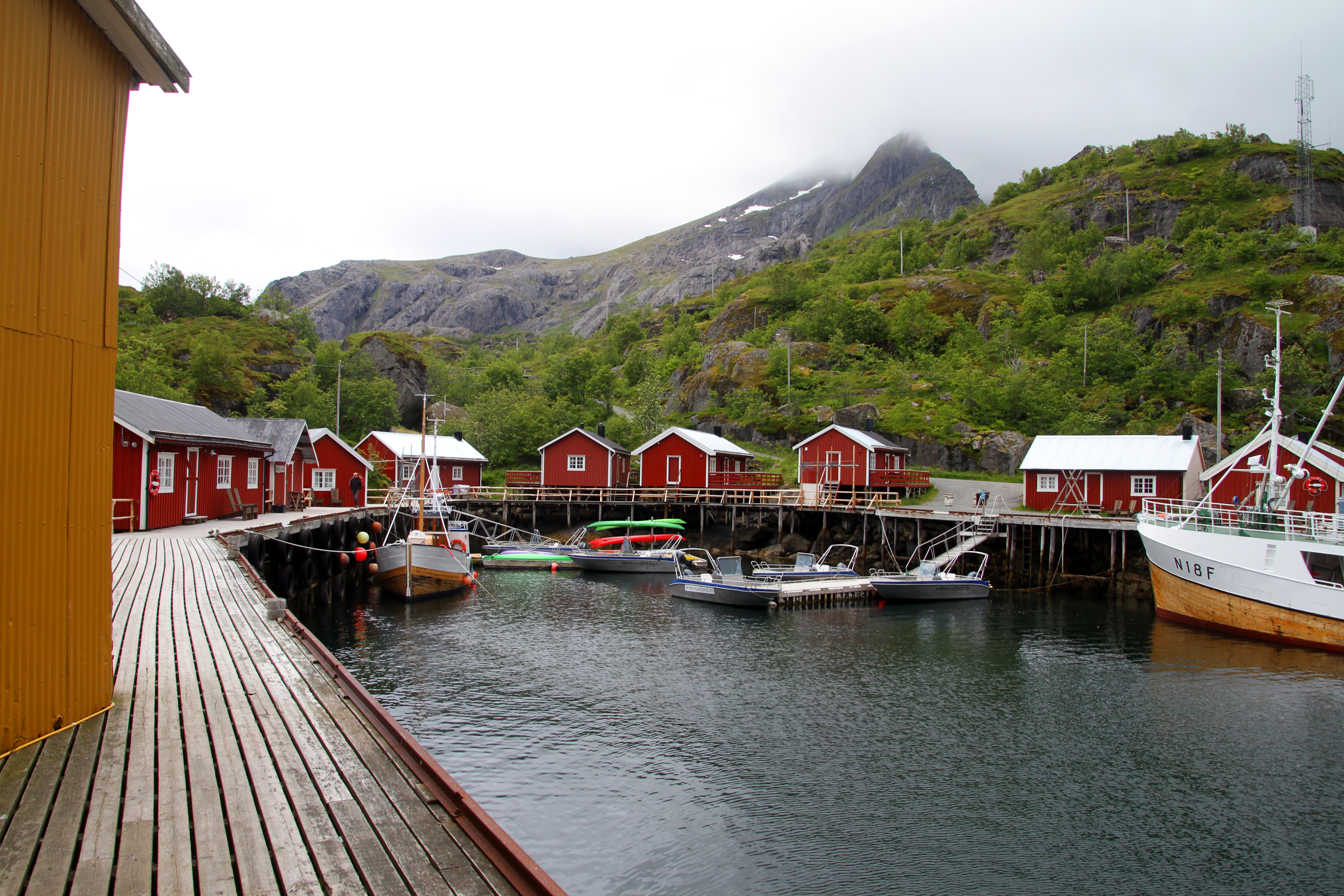
Hamnen i Nusfjord.
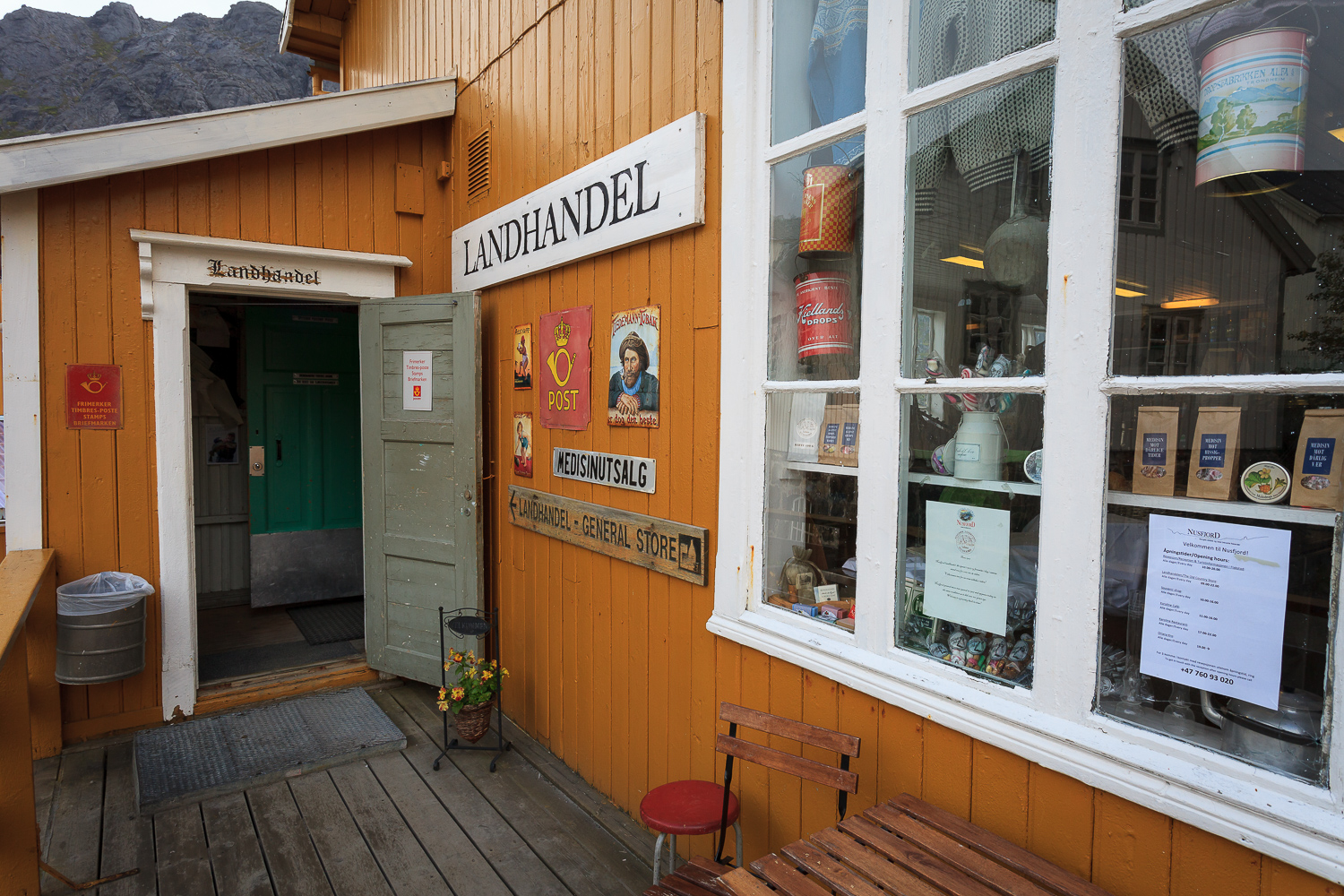
Gamla lanthandeln.